# Движение Промена
Движение Промѣна е българска организация с нестопанска цел, създадена през 2002 г. от Георги Василев и група съмишленици с цел реформа на законодателството, свързано с употребата на психоактивни вещества, в Република България.
В началото на 2002 г. Василев събира съмишленици, които да работят за промяна на мисленето в Българското общество по отношение на употребата на марихуана. Първото публично представяне на организацията е в предаването „Сблъсък“ по Би Ти Ви на 10 февруари 2002 г. където Василев участва, заедно с Юлиян Караджов.
Официално Движение Промена е регистрирано през октомври 2002 г. като сдружение с нестопанска цел. Оттогава до края на 2005, сдружението е провело три шествия, посетени приблизително от по 1000 души. Негови представители са участвали в редица радио- и телевизионни предавания, организирани са пресконференции, информационен сайт и форум.
Основната цел на дружеството е да защитава правата и свободите на употребяващите марихуана, като:
- легализиране на канабиса;
- безнаказано притежаване на еднократна доза наркотици от всякакъв вид
- и други подобни.